# العلاقات البحرينية التوفالية
العلاقات البحرينية التوفالية هي العلاقات الثنائية التي تجمع بين البحرين وتوفالو.

## مقارنة بين البلدين
هذه مقارنة عامة ومرجعية للدولتين:
| وجه المقارنة                                              | البحرين       | توفالو                         |
| --------------------------------------------------------- | ------------- | ------------------------------ |
| المساحة (كم2)                                             | 765           | 26                             |
| عدد السكان (نسمة)                                         | 1.49 مليون    | 11.19 ألف                      |
| الكثافة السكانية (ن./كم²)                                 | 194.77 ألف    | 43.04 ألف                      |
| العاصمة                                                   | المنامة       | فونافوتي                       |
| اللغة الرسمية                                             | اللغة العربية | اللغة التوفالوية، لغة إنجليزية |
| العملة                                                    | دينار بحريني  | دولار توفالو                   |
| الناتج المحلي الإجمالي (بليون دولار)                      | 35.31 مليار   | 39.73 مليون                    |
| الناتج المحلي الإجمالي (تعادل القوة الشرائية) بليون دولار | 64.16 مليار   | 38.93 مليون                    |
| الناتج المحلي الإجمالي الاسمي للفرد دولار أمريكي          | 22.60 ألف     | 3.29 ألف                       |
| الناتج المحلي الإجمالي للفرد دولار أمريكي                 | 45.50 ألف     | 3.77 ألف                       |
| مؤشر التنمية البشرية                                      | 0.824         |                                |
| رمز المكالمات الدولي                                      | +973          | +688                           |
| رمز الإنترنت                                              | .bh           | .tv                            |
| المنطقة الزمنية                                           | ت ع م+03:00   | ت ع م+12:00                    |

## منظمات دولية مشتركة
يشترك البلدان في عضوية مجموعة من المنظمات الدولية، منها:
| علم المنظمة | اسم المنظمة                   | تاريخ انضمام البحرين | تاريخ انضمام توفالو |
| ----------- | ----------------------------- | -------------------- | ------------------- |
|             | الاتحاد الدولي للاتصالات      | 1975                 | 15 أغسطس 1996       |
|             | منظمة حظر الأسلحة الكيميائية  | ?                    | ?                   |
|             | يونسكو                        | 18 يناير 1972        | 21 أكتوبر 1991      |
|             | الأمم المتحدة                 | 21 سبتمبر 1971       | 5 سبتمبر 2000       |
|             | الاتحاد البريدي العالمي       | ?                    | ?                   |
|             | البنك الدولي للإنشاء والتعمير | 15 سبتمبر 1972       | 24 يونيو 2010       |

## وصلات خارجية
- موقع وزارة الخارجية البحرينية